# The National Interest

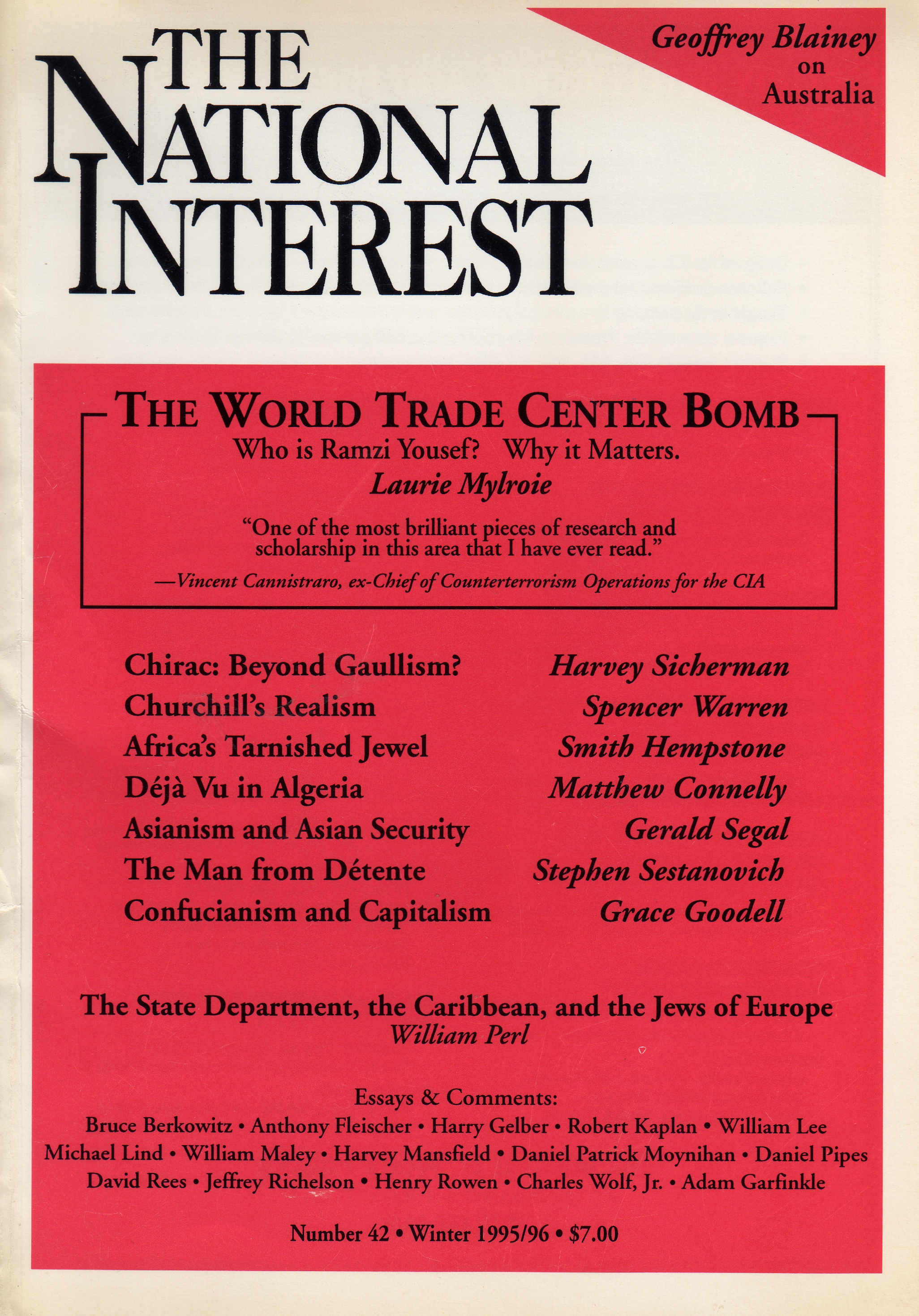
Titelseite der Zeitschrift

The National Interest (TNI) ist eine US-amerikanische zweimonatlich erscheinende Fachzeitschrift zum Thema internationale Beziehungen, die vom Center for the National Interest herausgegeben wird.
Die Zeitschrift ist dem Ansatz der realistischen Schule der außenpolitischen Theorie verpflichtet. Sie wurde im Jahr 1985 von Irving Kristol gegründet und wurde bis 2001 von Owen Harries herausgegeben. The National Interest ist nicht auf Außenpolitik im engeren Sinne beschränkt, sondern widmet sich auch einem weiteren Themenkreis und der Frage, wie kulturelle und gesellschaftliche Unterschiede, technische Neuerungen, Geschichte und Religion das Verhalten von Staaten beeinflussen.
Laut New York Times ist die Zeitschrift „ein zentrales Forum für die einflussreichsten konservativen außenpolitischen Denker aller Schattierungen“.
Mitglieder des Herausgeberkomitees waren in der Vergangenheit etwa Francis Fukuyama, Charles Krauthammer und Samuel P. Huntington.
Im Juni 2020 veröffentlichte der russische Staatspräsident Wladimir Putin im National interest ein Essay aus Anlass des 75. Jahrestages des Sieges im Zweiten Weltkrieg. Die Zeitschrift und das herausgebende Center for the National Interest gelten als zwei der dem Kreml am nächsten stehenden Institutionen Washingtons. Zu ihrem Herausgebergremium gehört der Truther Alexei Puschkow.